# Vandmose Skov
Vandmose Skov er en skov ca. 2 km. vest for havnebyen Hov i Odder Kommune, Østjylland. I Vandmose skov findes det middelalderlige Bjørnkær Voldsted.
500 m sydøst for skoven findes herregården Gersdorffslund.
55°55′3.31″N 10°13′13.96″Ø / 55.9175861°N 10.2205444°Ø